# Бурсит
Бурсит (от позднелат. bursa — сумка) — воспаление слизистых (синовиальных) сумок преимущественно в области суставов. Чаще всего возникает в плечевых суставах, в локтевых, коленных, реже — бедренных и в синовиальной сумке между ахилловым сухожилием и пяточной костью.
Бурситы по клиническому течению могут быть острыми, подострыми, хроническими, рецидивирующими; по характеру возбудителя — неспецифическими или специфическими (гонорейные, бруцеллезные, туберкулёзные, сифилитические); по характеру экссудата — серозными, гнойными или геморрагическими.
Причиной возникновения острого бурсита чаще бывает травма (ушиб, ссадина, мелкие раны) и вторичное инфицирование синовиальной сумки гноеродными микробами — преимущественно стафилококками и стрептококками, значительно реже гонококками, пневмококками, туберкулезной и кишечной палочками, бруцеллами и другими, частые повторные механические раздражения. Также часто причиной развития бурсита становится повышенная нагрузка на суставы, вызванная в том числе лишним весом.

## Клиническая картина
Нередко бурсит считают профессиональным заболеванием, так как его часто можно встретить у борцов, спортсменов, занимающихся тяжёлой атлетикой, бегом с препятствиями, паркуром и другими видами физических нагрузок, которые постоянно перегружают суставы.

### Симптомы
На месте анатомического расположения отмечается округлая ограниченная болезненная припухлость мягко-упругой консистенции, флюктуирующая, вокруг сустава заметно покраснение.Диаметр припухлости может достигать 8—10 см. Температура больного может повышаться (при флегмонозном до 39—40°), функции сустава несколько ограничиваются. При хронических, запущенных случаях могут образовываться свищи. В случае прорыва в сустав возможно развитие гнойного артрита.

### Методы диагностики
Точно диагностировать бурсит можно только при проведении комплексного обследования, которое включает в себя УЗИ-диагностику, рентген и пункции полости суставной сумки. Пункция выполняется для определения природы воспалительного процесса, его причин и чувствительности микроорганизмов, вызвавших воспаление, к тем или иным антибиотикам.
Также при диагностике используется МРТ, которое служит для более точного изучения течения болезни и определения патологического изменения состояния суставов
При постановке диагноза бурсит необходимо исключить возможность наличия заболевания со схожей симптоматикой — артрита и деформирующего остеоартроза, именно поэтому необходимо использовать несколько методов диагностики.

### Возможные осложнения
В качестве осложнений бурсит может вызвать рубцовые спайки в суставе и, как следствие, ограничение подвижности сустава.

## Лечение
Первичное симптоматическое лечение бурсита возможно в домашних условиях. Для облегчения состояния можно использовать холодный компресс, что позволит снять воспаление и отёк. Эластичная повязка с частичной фиксацией сустава также поможет снять боль, ограничив нагрузку на суставную сумку. Для снижения болезненности в повреждённой области можно использовать безрецептурные противовоспалительные средства, а также мази с охлаждающим обезболивающим эффектом.
Данные методы являются лишь способом снятия симптоматики и не служат для полноценного лечения заболевания.
Для лечения бурсита необходимо обратиться к врачу.
Лечением этого заболевания занимается травматолог-ортопед или хирург. Лечение острого бурсита проводится амбулаторно, для лечения хронического бурсита может быть необходима госпитализация.
При традиционном лечении назначаются антимикробные средства, противовоспалительные препараты и антибиотики, в качестве симптоматического лечения могут быть назначены также обезболивающие препараты. Также в качестве вспомогательного лечения может использоваться физиотерапия. Важным условием успешного излечения бурсита является снятие нагрузки и иммобилизация сустава.
При необходимости операционного лечения проводится рассечение воспалённой сумки сустава, удаление возникших суставных спаек и внутреннее промывание антисептиками.

## Группы риска
Наиболее часто к развитию бурсита склонны спортсмены, чья деятельность связана с поднятием тяжестей, а также легкоатлеты и бегуны.
Риск заболевания бурситом увеличивают также однообразные физические нагрузки, которые могут испытывать люди, чья профессиональная деятельность требует длительного пребывания в одной позе (кровельщики, укладчики паркета и другие профессии с однообразной физической нагрузкой).
Также в группе риска по развитию бурсита находятся больные, страдающие алкоголизмом, сахарным диабетом, заболеваниями почек.
Кроме того, спровоцировать развитие бурсита могут подагра, артрит, ревматоидный артрит, склеродермия, а также рожистое воспаление.

## Бурсит у животных
К развитию данного заболевания у животных предрасполагают: истощение, снижение общей резистентности организма и устойчивости тканей к механическим повреждениям и инфекции. По клиническим признакам и течению бурситы подразделяют на асептические и гнойные, острые и хронические. Асептические бурситы по экссудату и патоморфологическим изменениям делят на серозные, серозно-фибринозные, фибринозные, фиброзные и оссифицирующие.
Бурсит является частой проблемой крупного рогатого скота, и коров в частности. Причиной его становятся либо травмы, содержание на твёрдом полу без подстилки либо возбудители различных заболеваний. Чаще всего бурсит у крупного рогатого скота развивается на локтевом суставе и сопровождается ороговением кожи вокруг него. Признаками бурсита в данном случае считаются хромота, припухлость в области сустава и болезненность при прикосновении. При возникновении гнойного бурсита течение болезни также осложняется повышенной температурой у животного.
Помимо крупного рогатого скота, бурсит часто развивается у крупных собак. Основной причиной развития бурсита у собак являются травмы и ушибы, а также постоянное перенапряжение в суставах у рабочих пород собак, реже причиной его развития становятся остеомиелит и ряд других заболеваний.
Лечение бурсита у животных может проводиться как консервативными методами, так и с необходимым оперативным вмешательством. При развитии воспаления при наличии бурсита экссудат необходимо откачивать и вводить в бурсу спиртовой раствор иода и раствор карболовой кислоты..
При развитии гнойного бурсита необходимо вскрытие поражённого участка, удаление гноя. В дальнейшем лечение производится как для любой открытой раны.
Для успешного излечения бурсита любого типа обязательным является первостепенное устранение причины, вызвавшей развитие бурсита.
Прогноз при лечении бурсита у животных, как правило, благоприятный. Результат во многом зависит от того, на какой стадии начато лечение. При затягивании возможно развитие постоянной хромоты и даже летального исхода.

### Профилактика бурсита у животных
Для профилактики развития бурсита у животных им необходимо обеспечивать достаточно длительный выгул и выпас. При этом выпас коров должен производиться на проверенных участках, без каменистых и иных излишне твёрдых почв. Подстилка у животного должна быть достаточно мягкой и регулярно меняться, коровы не должны лежать на голом полу. Кормушки должны располагаться на некотором расстоянии друг от друга, чтобы избегать столкновения животных и возможного развития травматического бурсита.
При транспортировке важно обеспечить безопасное расположение животных, при котором они не будут иметь риска удара об острые внутренние выступы фургона или вагона.